# Juan Manuel Rodríguez de Cea
Juan Manuel Rodríguez de Cea (1854-1926) fue un periodista y escritor español.

## Biografía
Nació en 1854. Director de El Anunciador de Pontevedra (1887) y redactor de O Galiciano (1887-1888) y de La Unión Republicana (1892), además de director de O Novo Galiciano (1888), fue premiado en varios certámenes provinciales. Falleció en 1926.